# Sjöbackasjön
Sjöbackasjön är en sjö i Mullsjö kommun i Västergötland som ingår i Göta älvs huvudavrinningsområde. Sjöns area är 0,04 kvadratkilometer och den befinner sig 232,1 meter över havet. Vid provfiske har abborre och gädda fångats i sjön. Sjöbackasjön har varit försurad men har genom kalkning fått ett pH-värde på 6,0. Mellan åren 1988-2007 kalkades sjön och dess avrinningsområde med omkring 30 ton kalk. Mörten, som är känslig för surt vatten, har slagits ut i sjön och har inte återkommit.

## Galleri

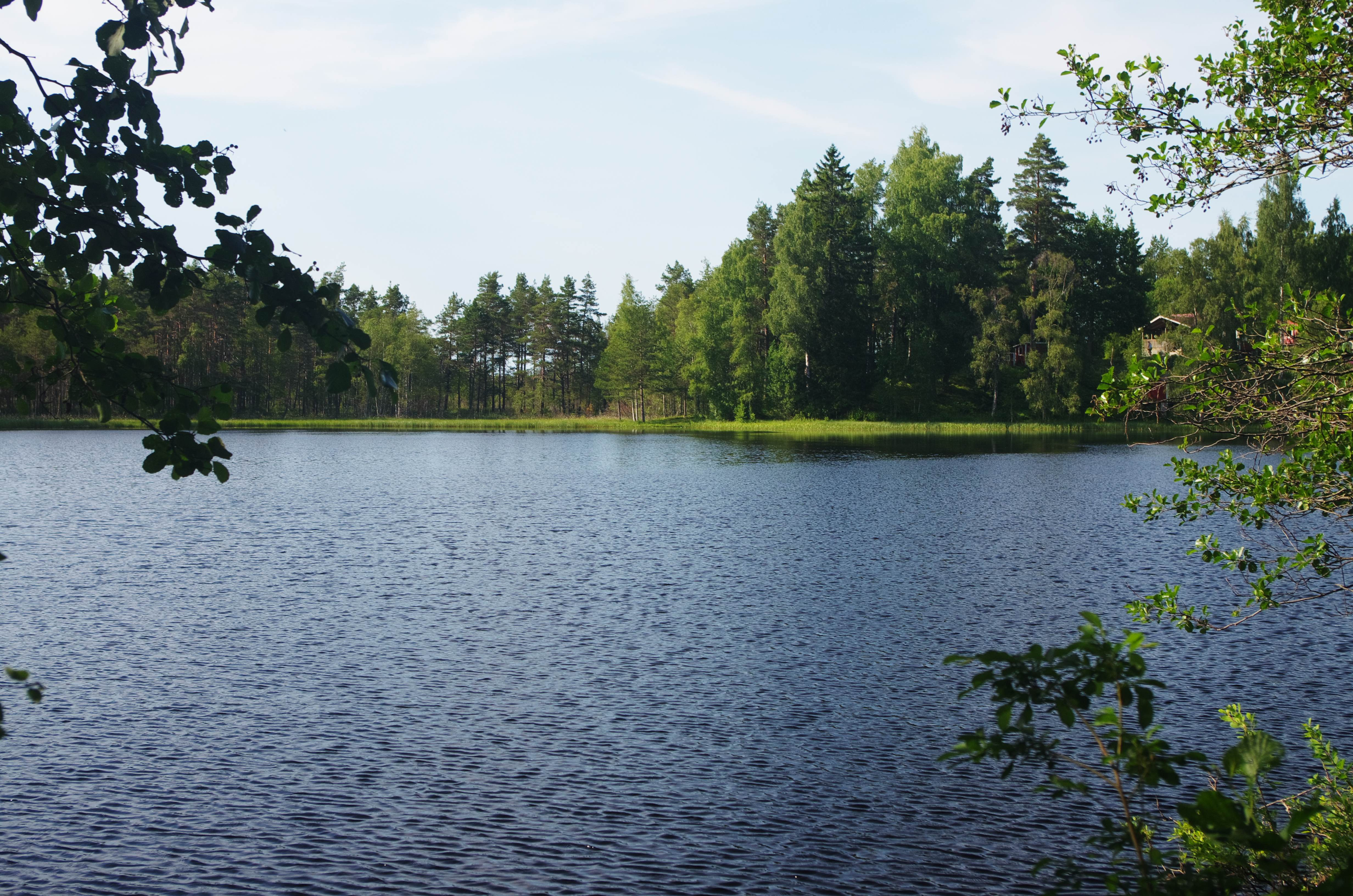
Sjöbackasjön juli 2013.
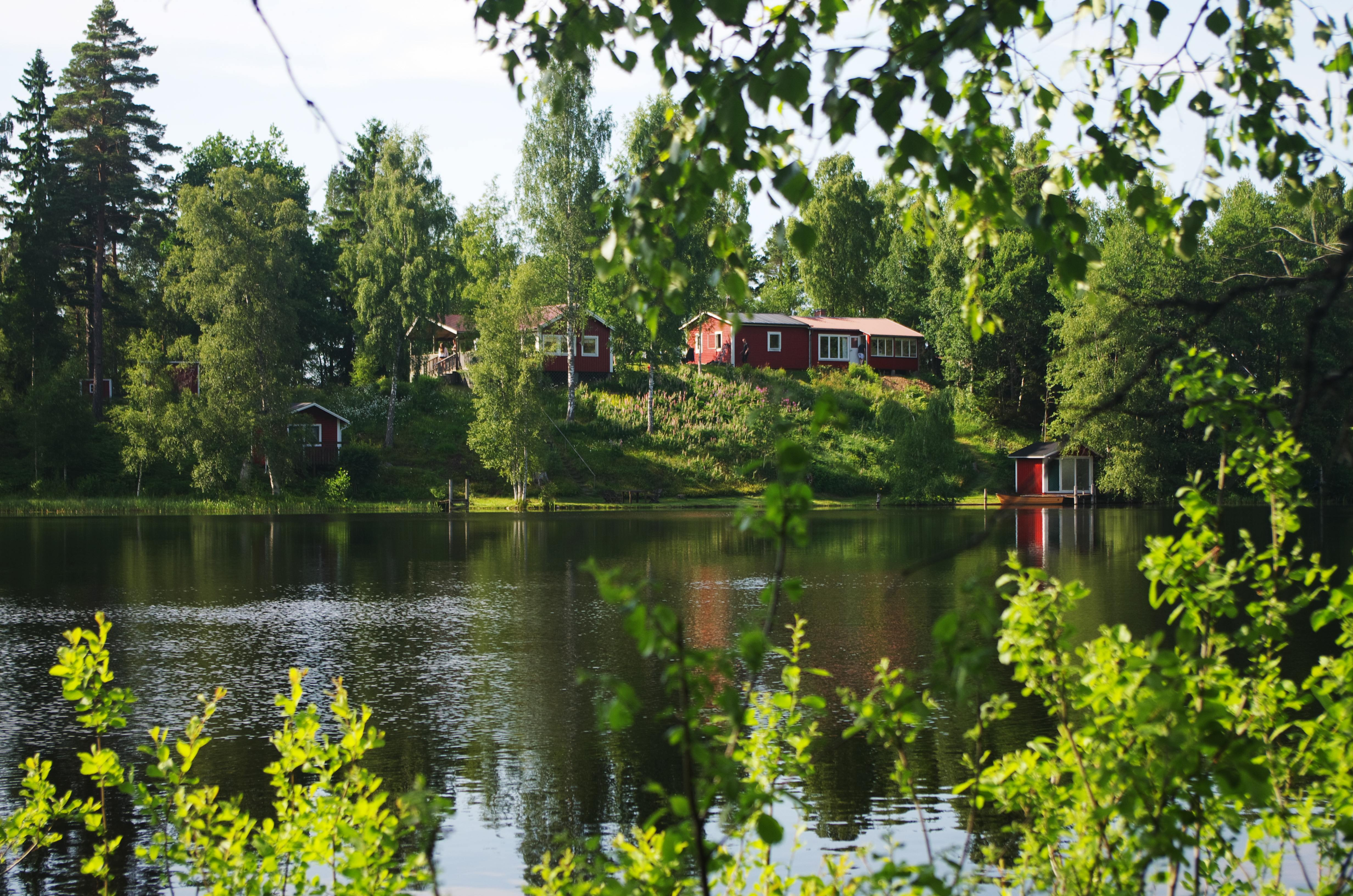
Bebyggelsen i norra änden av sjön.